# Jupiaba acanthogaster
Jupiaba acanthogaster es una especie de pez de la familia Characidae en el orden de los Characiformes.

## Hábitat
Vive en zonas de clima tropical.

## Distribución geográfica
Se encuentran en Sudamérica:  cuencas del río Paraguay en Brasil, del Tapajós y del  Tocantins.